# Australian Open de 2009
O Australian Open de 2009 foi um torneio de tênis disputado nas quadras duras do Melbourne Park, em Melbourne, na Austrália, entre 19 de janeiro e 1º de fevereiro. Corresponde à 41ª edição da era aberta e à 97ª de todos os tempos.
Serena Williams recuperou o título de simples feminino e conquistou o seu quarto título do Open da Austrália e o décimo título de Grand Slam após Dinara Safina (6-0, 6-3). Serena e sua parceria e irmã, Venus Williams, também ganharam o torneio de duplas feminino.
Rafael Nadal derrotou Roger Federer (7-5, 3-6, 7-6 (3), 3-6, 6-2) para conquistar o título de simples masculino. Este é o primeiro título de Nadal de um grand slam em quadra rápida, tendo anteriormente conquistado títulos de grand slam somente em quadras de saibro em Roland Garros (quatro vezes) e em quadra de grama em Wimbledon (uma vez). Ele também se tornou o primeiro espanhol a ganhar o Open da Austrália. Este torneio teve 20 partidas que tiveram que ser desempatadas no quinto set, maior número desde 1988. No torneio de duplas masculino, uma outra dupla de irmãos levou o título assim que Bob e Mike Bryan derrotaram Mahesh Bhupathi e Mark Knowles.

## Cabeças de chave

### Simples

#### Masculino
1. Rafael Nadal (Campeão)
2. Roger Federer (Finais, perdeu para Rafael Nadal)
3. Novak Djokovic (Quartas-de-final, retired against Andy Roddick)
4. Andy Murray (Quarta rodada, perdeu para Fernando Verdasco)
5. Jo-Wilfried Tsonga (Quartas-de-final, perdeu para Fernando Verdasco)
6. Gilles Simon (Quartas-de-final, perdeu para Rafael Nadal)
7. Andy Roddick (Semifinais, perdeu para Roger Federer)
8. Juan Martín del Potro (Quartas-de-final, perdeu para Roger Federer)
9. James Blake (Quarta rodada, perdeu para Jo-Wilfried Tsonga)
10. David Nalbandian (Segunda rodada, perdeu para Lu Yen-hsun)
11. David Ferrer (Terceira rodada, perdeu para Marin Čilić)
12. Gaël Monfils (Quarta rodada, retired against Gilles Simon)
13. Fernando González (Quarta rodada, perdeu para Rafael Nadal)
14. Fernando Verdasco (Semifinais, perdeu para Rafael Nadal)
15. Stanislas Wawrinka (Terceira rodada, perdeu para Tomáš Berdych)
16. Robin Söderling (Segunda rodada, perdeu para Marcos Baghdatis)
17. Nicolás Almagro (Terceira rodada, perdeu para Gaël Monfils)
18. Igor Andreev (Terceira rodada, perdeu para James Blake)
19. Marin Čilić (Quarta rodada, perdeu para Juan Martín del Potro)
20. Tomáš Berdych (Quarta rodada, perdeu para Roger Federer)
21. Tommy Robredo (Quarta rodada, perdeu para Andy Roddick)
22. Radek Štěpánek (Terceira rodada, perdeu para Fernando Verdasco)
23. Mardy Fish (Terceira rodada, perdeu para Marcos Baghdatis)
24. Richard Gasquet (Terceira rodada, perdeu para Fernando González)
25. Ivo Karlović (Segunda rodada, perdeu para Mario Ančić)
26. Marat Safin (Terceira rodada, perdeu para Roger Federer)
27. Feliciano López (Primeira rodada, perdeu para Gilles Müller)
28. Paul-Henri Mathieu (Segunda rodada, perdeu para Amer Delic)
29. Dmitry Tursunov (Primeira rodada, perdeu para Flavio Cipolla)
30. Rainer Schüttler (Primeira rodada, perdeu para Dudi Sela)
31. Jürgen Melzer (Terceira rodada, perdeu para Andy Murray)
32. Philipp Kohlschreiber (Segunda rodada, perdeu para Fabrice Santoro)

##### Desistências
Nikolay Davydenko e Nicolas Kiefer.

#### Feminino
1. Jelena Janković (Quarta rodada, perdeu para Marion Bartoli)
2. Serena Williams (Campeã)
3. Dinara Safina (Finais, perdeu para Serena Williams)
4. Elena Dementieva (Semifinais, perdeu para Serena Williams)
5. Ana Ivanović (Terceira rodada, perdeu para Alisa Kleybanova)
6. Venus Williams (Segunda rodada, perdeu para Carla Suárez Navarro)
7. Vera Zvonareva (Semifinais, perdeu para Dinara Safina)
8. Svetlana Kuznetsova (Quartas-de-final, perdeu para Serena Williams)
9. Agnieszka Radwańska (Primeira rodada, perdeu para Kateryna Bondarenko)
10. Nadia Petrova (Quarta rodada, perdeu para Vera Zvonareva)
11. Caroline Wozniacki (Terceira rodada, perdeu para Jelena Dokić)
12. Flavia Pennetta (Terceira rodada, perdeu para Anabel Medina Garrigues)
13. Victoria Azarenka (Quarta rodada, retirou-se contra Serena Williams)
14. Patty Schnyder (Segunda rodada, perdeu para Virginie Razzano)
15. Alizé Cornet (Quarta rodada, perdeu para Dinara Safina)
16. Marion Bartoli (Quartas-de-final, perdeu para Vera Zvonareva)
17. Anna Chakvetadze (Segunda rodada, perdeu para Jelena Dokić)
18. Dominika Cibulková (Quarta rodada, perdeu para Elena Dementieva)
19. Daniela Hantuchová (Terceira rodada, perdeu para Alizé Cornet)
20. Amélie Mauresmo (Terceira rodada, perdeu para Victoria Azarenka)
21. Anabel Medina Garrigues (Quarta rodada, perdeu para Carla Suárez Navarro)
22. Zheng Jie (Quarta rodada, retirou-se contra Svetlana Kuznetsova)
23. Ágnes Szávay (Primeira rodada, perdeu para Galina Voskoboeva)
24. Sybille Bammer (Primeira rodada, perdeu para Lucie Šafářová)
25. Kaia Kanepi (Terceira rodada, perdeu para Dinara Safina)
26. Ai Sugiyama (Terceira rodada, perdeu para Jelena Janković)
27. Maria Kirilenko (Primeira rodada, perdeu para Sara Errani)
28. Francesca Schiavone (Primeira rodada, perdeu para Peng Shuai)
29. Alisa Kleybanova (Quarta rodada, perdeu para Jelena Dokić)
30. Aleksandra Wozniak (Primeira rodada, perdeu para Sabine Lisicki)
31. Alona Bondarenko (Terceira rodada, perdeu para Svetlana Kuznetsova)
32. Tamarine Tanasugarn (Primeira rodada, perdeu para María José Martínez Sánchez)

##### Desistências
Maria Sharapova, Li Na, Lindsay Davenport, e Katarina Srebotnik,

## Eliminações em simples

### Masculino
| Campeão                | Campeão                | Vice-campeão      | Vice-campeão      |
| ---------------------- | ---------------------- | ----------------- | ----------------- |
| Rafael Nadal (1)       | Rafael Nadal (1)       | Roger Federer (2) | Roger Federer (2) |
| Semifinalistas         |                        |                   |                   |
| Fernando Verdasco (14) | Fernando Verdasco (14) | Andy Roddick (7)  | Andy Roddick (7)  |
| Quartas-de-final       |                        |                   |                   |
| G Simon (6)            | J-W Tsonga (5)         | N Djokovic (3))   | JM del Potro (8)  |
| 4ª rodada              |                        |                   |                   |
| F González (13)        | G Monfils (12)         | A Murray (4)      | J Blake (9)       |
| T Robredo (21)         | M Baghdatis            | M Čilić (19)      | T Berdych (20)    |
| 3ª rodada              |                        |                   |                   |
| T Haas                 | R Gasquet (24)         | N Almagro (17)    | M Ančić           |
| J Melzer (31)          | R Štěpánek (22)        | I Andreev (18)    | D Sela            |
| F Santoro              | Y-H Lu                 | M Fish (23)       | A Delic           |
| G Müller               | D Ferrer (11)          | S Wawrinka (15)   | M Safin (26)      |
| 2ª rodada              |                        |                   |                   |
| R Karanušić            | F Cipolla              | D Istomin         | G Canas           |
| S Koubek               | F Fognini              | I Karlović (25)   | C Guccione        |
| M Granollers           | A Beck                 | M Berrer          | A Clément         |
| S De Chaunac           | E Gulbis               | V Hănescu         | I Ljubičić        |
| X Malisse              | P Kohlschreiber (32)   | V Troicki         | D Nalbandian (10) |
| R Söderling (16)       | S Bolelli              | P-H Mathieu (28)  | J Chardy          |
| F Mayer                | B Tomic                | J Tipsarević      | D Hrbatý          |
| B Klein                | B Dabul                | G García-López    | E Korolev         |
| 1ª rodada              |                        |                   |                   |
| C Rochus               | F Serra                | E Schwank         | D Tursunov (29)   |
| D Junqueira            | V Spadea               | D Kindlmann       | L Hewitt          |
| M Vassallo Argüello    | M Youzhny              | A Golubev         | N Massú           |
| D Gimeno-Traver        | W Odesnik              | N Devilder        | P Andújar         |
| A Pavel                | T Gabashvili           | C Ebelthite       | K Nishikori       |
| N Lapentti             | C Ball                 | S Stakhovsky      | A Mannarino       |
| F Dancevic             | S Darcis               | A Montañés        | P Polansky        |
| R Schüttler (30)       | J Hernych              | I Kunitsyn        | J Mónaco          |
| B Rehnquist            | M Llodra               | JC Ferrero        | S Querrey         |
| B Reynolds             | A Martin               | T Bellucci        | M Gicquel         |
| R Kendrick             | J Benneteau            | K Vliegen         | S Groth           |
| J Nieminen             | T Dent                 | M Daniel          | A Stoppini        |
| M Zverev               | L Ouahab               | P Starace         | F Lopez (27)      |
| K Anderson             | Ó Hernández            | J Isner           | D Gremelmayr      |
| I Minář                | B Phau                 | P Petzschner      | R Ginepri         |
| I Navarro              | A Calleri              | C Moyá            | A Seppi           |

### Feminino
| Campeã                  | Campeã               | Vice-campeã          | Vice-campeã          |
| ----------------------- | -------------------- | -------------------- | -------------------- |
| Serena Williams (2)     | Serena Williams (2)  | Dinara Safina (3)    | Dinara Safina (3)    |
| Semifinalistas          |                      |                      |                      |
| Vera Zvonareva (7)      | Vera Zvonareva (7)   | Elena Dementieva (4) | Elena Dementieva (4) |
| Quartas-de-final        |                      |                      |                      |
| M Bartoli (16)          | J Dokić              | C Suárez Navarro     | S Kuznetsova (8)     |
| 4ª rodada               |                      |                      |                      |
| J Janković (1)          | N Petrova (10)       | A Cornet (15)        | A Kleybanova (29)    |
| A Medina Garrigues (21) | D Cibulková (18)     | J Zheng (22)         | V Azarenka (13)      |
| 3ª rodada               |                      |                      |                      |
| A Sugiyama (26)         | L Šafářová           | G Voskoboeva         | S Errani             |
| K Kanepi (25)           | D Hantuchová (19)    | C Wozniacki (11)     | A Ivanović (5)       |
| MJ Martínez Sánchez     | Marwa Jebai (12)     | V Razzano            | S Stosur             |
| A Bondarenko (31)       | K Bondarenko         | A Mauresmo (20)      | S Peng               |
| 2ª rodada               |                      |                      |                      |
| K Flipkens              | N Dechy              | M Erakovic           | T Pironkova          |
| S Mirza                 | K Knapp              | M Niculescu          | E Gallovits          |
| E Makarova              | P Mayr               | M Johansson          | A Petkovic           |
| V Ruano Pascual         | A Chakvetadze (17)   | S Cohen-Aloro        | A Brianti            |
| V Williams (6)          | A Amanmuradova       | J Coin               | J Moore              |
| P Schnyder (14)         | Y-j Chan             | S Lisicki            | I Benešová           |
| T Malek                 | S Brémond            | M Czink              | L Domínguez Lino     |
| T Garbin                | E Baltacha           | S Karatantcheva      | G Dulko              |
| 1ª rodada               |                      |                      |                      |
| Y Meusburger            | R de los Ríos        | V Kutuzova           | S Dubois             |
| S Bammer (24)           | P Cetkovská          | K Šprem              | M South              |
| Y Shvedova              | M Domachowska        | M Wejnert            | Á Szávay (23)        |
| M Kirilenko (27)        | K O'Brien            | ME Camerin           | M Rybáriková         |
| A Kudryavtseva          | A Rezaï              | J Schruff            | K Date Krumm         |
| C Dellacqua             | J Craybas            | K Wörle              | M Koryttseva         |
| S Pe'er                 | M Duque Marino       | T Paszek             | A Keothavong         |
| S Arvidsson             | B Záhlavová-Strýcová | Y Wickmayer          | J Görges             |
| A Kerber                | R Vinci              | M Oudin              | T Tanasugarn (32)    |
| I Holland               | E Vesnina            | C McHale             | M Santangelo         |
| K Mladenovic            | J Gajdošová          | S-w Hsieh            | C Scheepers          |
| A Wozniak (30)          | K Zakopalová         | V Dushevina          | K Barrois            |
| An Rodionova            | A Morita             | N Vaidišová          | O Rogowska           |
| C Pin                   | S Cîrstea            | E Bychkova           | A Radwańska (9)      |
| P Kvitová               | A Pavlyuchenkova     | A-L Grönefeld        | O Govortsova         |
| F Schiavone (28)        | N Llagostera Vives   | A Yakimova           | M Yuan               |

## Finais

### Profissional
| Categoria | Evento    | Campeã(s)(o/ões)               | Vice-campeã(s)(o/ões)          | Resultado                | Chave(s)  | Chave(s)       |
| --------- | --------- | ------------------------------ | ------------------------------ | ------------------------ | --------- | -------------- |
| Simples   | Masculino | Rafael Nadal                   | Roger Federer                  | 7–5, 3–6, 7–63, 3–6, 6–2 | principal | qualificatório |
| Simples   | Feminino  | Serena Williams                | Dinara Safina                  | 6–0, 6–3                 | principal | qualificatório |
| Duplas    | Masculino | Bob Bryan Mike Bryan           | Mahesh Bhupathi Mark Knowles   | 2–6, 7–5, 6–0            | principal | principal      |
| Duplas    | Feminino  | Serena Williams Venus Williams | Daniela Hantuchová Ai Sugiyama | 6–3, 6–3                 | principal | principal      |
| Duplas    | Misto     | Sania Mirza Mahesh Bhupathi    | Nathalie Dechy Andy Ram        | 6–3, 6–1                 | principal | principal      |

### Juvenil
| Categoria | Evento    | Campeã(s)(o/ões)                         | Vice-campeã(s)(o/ões)              | Resultado        | Chave(s)  | Chave(s)       |
| --------- | --------- | ---------------------------------------- | ---------------------------------- | ---------------- | --------- | -------------- |
| Simples   | Masculino | Yuki Bhambri                             | Alexandros-Ferdinandos Georgoudas  | 6–3, 6–1         | principal | qualificatório |
| Simples   | Feminino  | Ksenia Pervak                            | Laura Robson                       | 6–3, 6–1         | principal | qualificatório |
| Duplas    | Masculino | Francis Casey Alcantara Hsieh Cheng-peng | Mikhail Biryukov Yasutaka Uchiyama | 6–4, 6–2         | principal | principal      |
| Duplas    | Feminino  | Christina McHale Ajla Tomljanović        | Aleksandra Krunić Sandra Zaniewska | 6–1, 2–6, [10–4] | principal | principal      |

### Cadeirante
| Categoria | Evento       | Campeã(s)(o/ões)               | Vice-campeã(s)(o/ões)               | Resultado | Chave     |
| --------- | ------------ | ------------------------------ | ----------------------------------- | --------- | --------- |
| Simples   | Masculino    | Shingo Kunieda                 | Stéphane Houdet                     | 6–2, 6–4  | principal |
| Simples   | Feminino     | Esther Vergeer                 | Korie Homan                         | 6–4, 6–2  | principal |
| Simples   | Tetraplégico | Peter Norfolk                  | David Wagner                        | 7–65, 6–1 | principal |
| Duplas    | Masculino    | Robin Ammerlaan Shingo Kunieda | Stefan Olsson Maikel Scheffers      | 7–5, 6–1  | principal |
| Duplas    | Feminino     | Korie Homan Esther Vergeer     | Agnieszka Bartczak Katharina Krüger | 6–1, 6–0  | principal |
| Duplas    | Tetraplégico | Nicholas Taylor David Wagner   | Johan Andersson Peter Norfolk       | 6–2, 6–3  | principal |